# GK Андромеды
GK Андромеды (лат. GK Andromedae) — двойная затменная переменная звезда типа Алголя (EA)'* в созвездии Андромеды на расстоянии приблизительно 2911 световых лет (около 893 парсеков) от Солнца. Видимая звёздная величина звезды — от +12,4m до +11,3m. Орбитальный период — около 2,0093 суток.

## Характеристики
Первый компонент — белая звезда спектрального класса A8. Радиус — около 3,25 солнечных, светимость — около 20,677 солнечных. Эффективная температура — около 6828 K.
Второй компонент — жёлтый субгигант спектрального класса G1IV.